# Јодер (Канзас)
Јодер (енгл. Yoder) насељено је место без административног статуса у америчкој савезној држави Канзас.

## Демографија
По попису из 2010. године број становника је 194.
| Група             | 2000.    | 2010.       |
| Белци             | 0 (0,0%) | 185 (95,4%) |
| Афроамериканци    | 0 (0,0%) | 0 (0,0%)    |
| Азијати           | 0 (0,0%) | 1 (0,5%)    |
| Хиспаноамериканци | 0 (0,0%) | 4 (2,1%)    |
| Укупно            | 0        | 194         |